# Lagonda Vision Concept
Pour les articles homonymes, voir Lagonda, Vision et Concept.
La Lagonda Vision Concept est un concept-car SUV-limousine de luxe électrique, du constructeur automobile britannique Aston Martin Lagonda, présentée au salon international de l'automobile de Genève 2018.

## Historique
À la suite du concept car-SUV électrique Aston Martin DBX Concept de 2016, Aston Martin Lagonda présente ce concept car au salon de Genève 2018, suivi de l'Aston Martin Lagonda All-Terrain Concept de 2019, pré-figurants les futurs SUV-limousine de luxe de série de la marque.

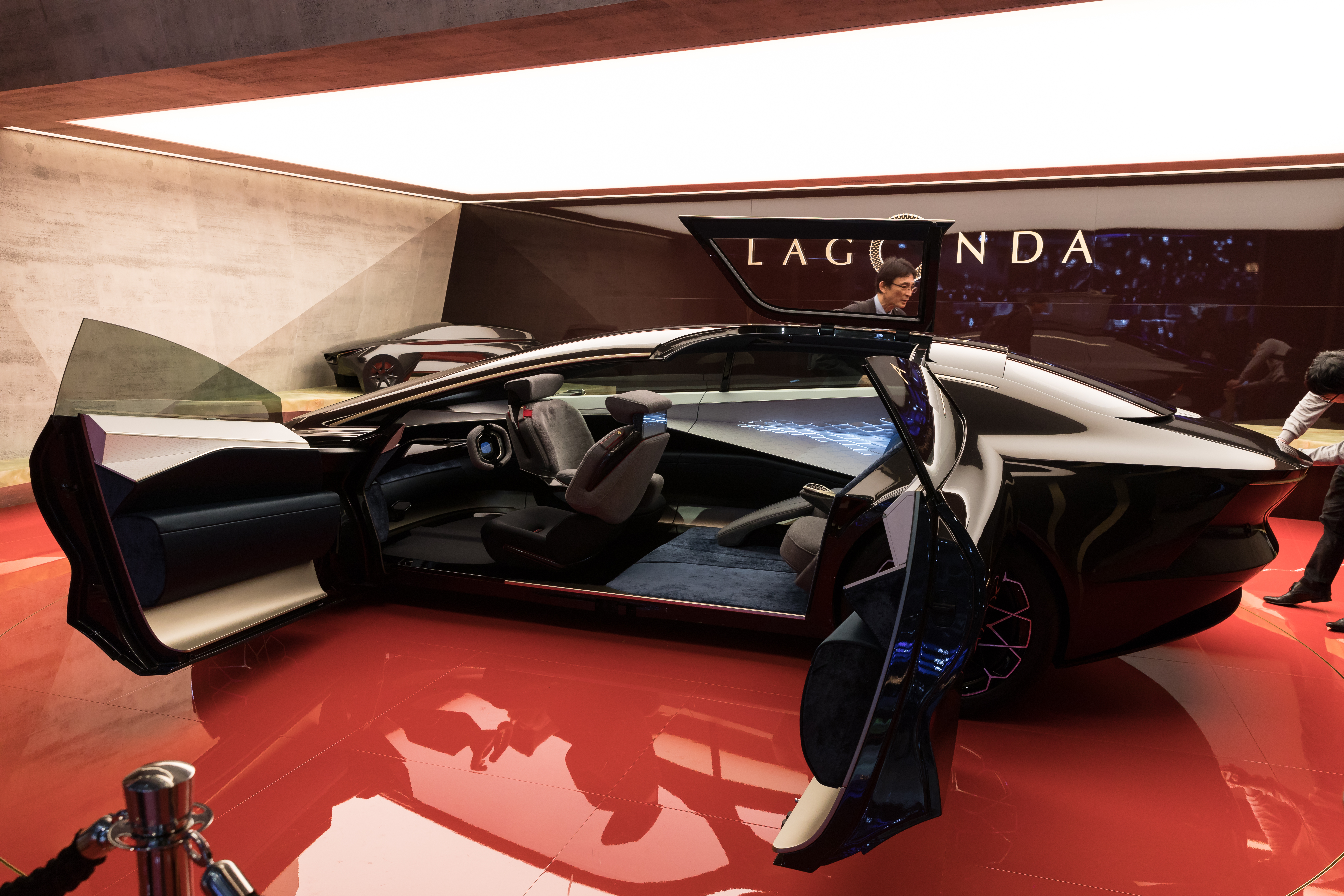
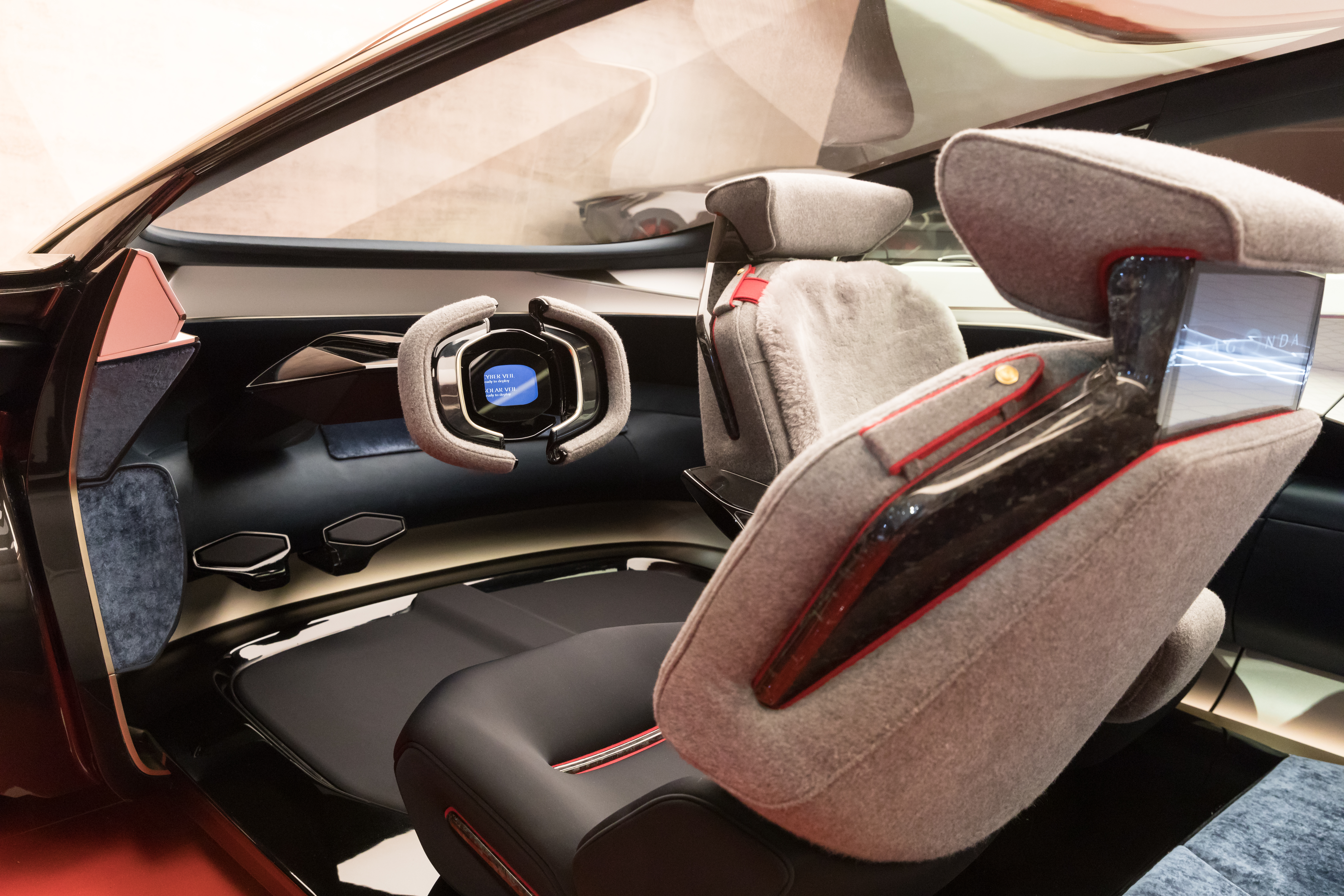
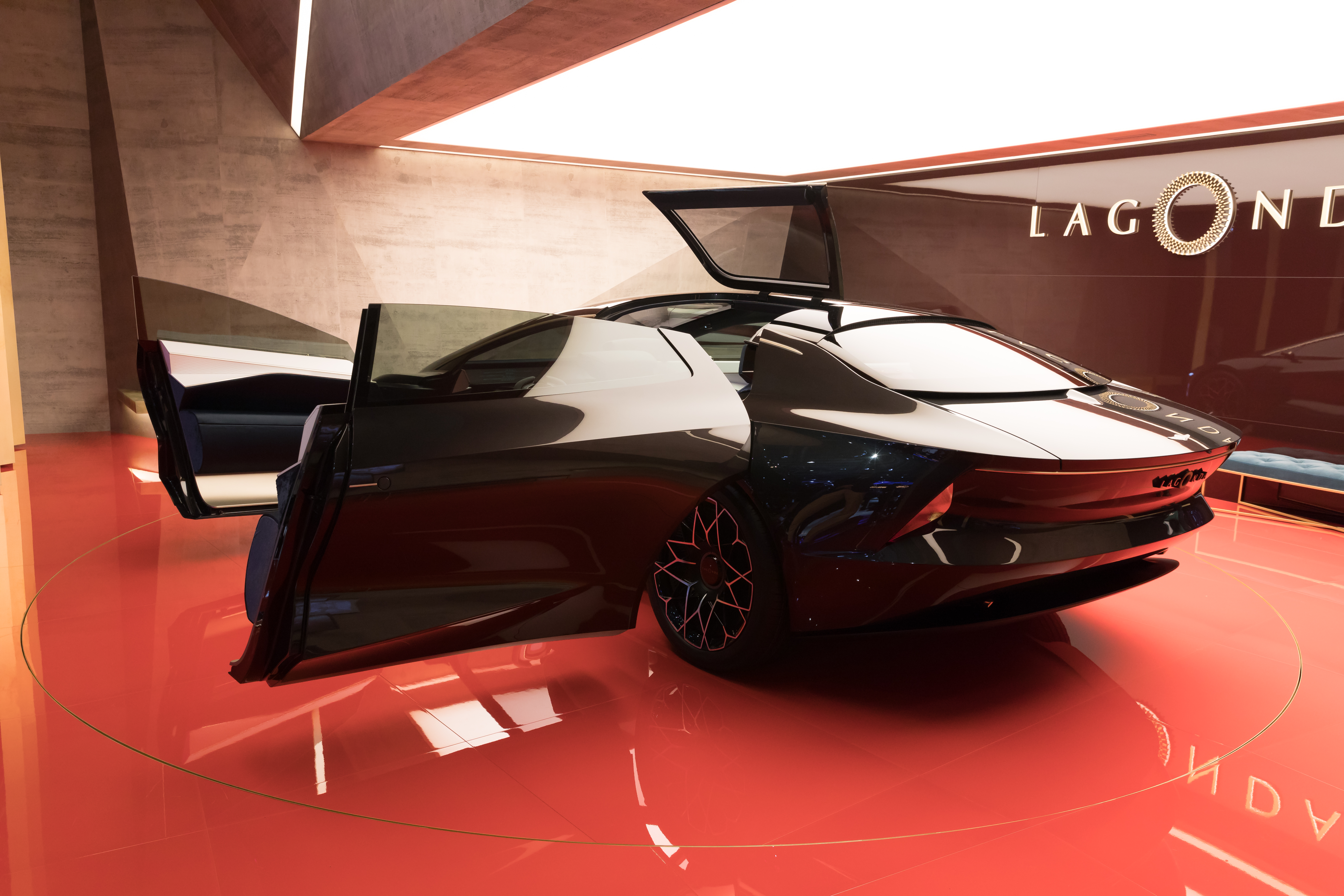

### Design
La carrosserie au design futuriste, avec portière à ouverture inversée antagoniste et papillon, et poupe fastback proéminente de yacht, est conçue par l’équipe du chef designer Marek Reichman, inspirée des lignes des précédentes Aston Martin DP100 (2014), Aston Martin Vulcan (2015), Aston Martin DB10 (2015), Aston Martin DBX Concept (2015)..., et du monde des yachts de luxe Aston Martin AM37 (2016)... L'habitacle est spacieusement aménagé avec des matériaux de luxe (céramique, soie, cachemire…), sièges avant pivotants en configuration salon face aux sièges arrière, tableau de bord entièrement numérique au centre du volant... Il inspire en grande partie l'Aston Martin Lagonda All-Terrain Concept suivante… 

### Motorisation
La marque cultive le mystère des performances techniques de ce concept-car électrique (les Aston Martin Rapide E de 2019, produites à 155 exemplaires, sont motorisées par 2 moteurs électriques de 610 ch, pour 250 km/h de vitesse de pointe, 0 à 100 km/h en moins de 4 s, rechargeable en 15 minutes pour une autonomie de 200 km).